# Parepidosis longinodis
Parepidosis longinodis är en tvåvingeart som beskrevs av Panelius 1965. Parepidosis longinodis ingår i släktet Parepidosis och familjen gallmyggor. Inga underarter finns listade i Catalogue of Life.